# SZNZ: Spring
SZNZ: Spring, à prononcer Seasons: Spring est un EP de Weezer sorti le 20 mars 2022. Il fait partie d'une série de quatre opus SZNZ, annoncés en 2021, liés aux différentes saisons (printemps, été, automne, hiver), faisant référence aux Quatre Saisons d'Antonio Vivaldi, et dont la sortie en 2022 correspond à l'arrivée de chaque nouvelle saison.

## Liste des titres[4]
| No | Titre                | Durée |
| -- | -------------------- | ----- |
| 1. | Opening Night        | 2:28  |
| 2. | Angels On Vacation   | 3:26  |
| 3. | A Little Bit Of Love | 2:45  |
| 4. | The Garden Of Eden   | 3:16  |
| 5. | The Sound Of Drums   | 3:18  |
| 6. | All This Love        | 2:52  |
| 7. | Wild At Heart        | 2:55  |